# 石美玉
石美玉（英語：Mary Stone，1873年5月1日—1954年12月29日），中国最早几名留学海外的女性之一，创办了九江但福德医院、伯特利教会，在医疗和传教两方面享有声誉。

## 早年经历
石美玉，祖籍湖北黄梅县，1873年5月1日出生在江西九江。她的父亲石宅嵎(1838-1901)是美以美会在华中地区最早的牧师之一，母亲吴氏也是一名传道妇女（Bible woman）。石美玉是长女，下面有一个弟弟、两个妹妹。她自幼在美以美会所办女子学校学习。1892年，在美以美会的支持下，石美玉和同学康成进入美国密歇根大学医学院学习，四年后，她们以优异的成绩毕业。她们和更早的金韵梅、许金訇是最早几名留学海外的中国女性。

## 开办但福德医院
1896秋，石美玉和康成回到九江，她们作为美以美会传教士工作，在九江开设了面向妇女和儿童的诊所。此时正逢国内的新派知识分子开始提倡女学，梁启超发表了《记江西康女士》，介绍康成的事迹，其中也提到了石美玉，其他新派报刊也跟进报道两人。她们的工作得到在留学期间结识的芝加哥的但福德医生（Isaac Newton Danforth，1835-1911）的帮助，他出资在九江建一座以去世的但福德夫人（Elizabeth Skelton Danforth，1843-1895）命名的医院以纪念她。在经历了义和团运动的动荡后，医院于1901年12月7日正式开业，石、康两位女士共同负责医院的工作。
1903年，康成前往南昌开展工作，石美玉一人担起但福德医院的工作。1906年，美国女传教士胡遵理来到九江接手她刚去世的妹妹的工作，之后，石美玉和胡遵理两人成为了一生的好友和同工。1915年至1916年，她在约翰·霍普金斯大学完成了一年的研究生课程。石美玉非常擅长撰文、演说，结合她自己的经历，她成为了当时女传教士中的明星人物。石美玉还帮助不少人获得深造的机会，其中最著名是伍哲英，她后来出任中华护士会第一任中国人会长。

## 创办伯特利教会
1920年，由于和美以美会女布道会总部之间的纷争，石美玉和胡遵理一同辞职。在美国的朋友的支持下，两人赴上海创办伯特利教会，并开办伯特利医院、伯特利中学。1930年代，伯特利教会组织了伯特利布道团，到中国各地传教，讲员有宋尚节、计志文等，产生了很大影响。
1937年淞沪会战爆发后，伯特利教会迁往香港，医院暂时迁入上海法租界。石美玉和胡遵理由于年事已高，到美国加利福尼亚州帕萨迪纳定居，但仍利用自己的影响力支持伯特利教会。抗日战争结束后，伯特利医院和中学得以恢复，中华人民共和国成立后，两者都被政府接管。
1954年12月29日，石美玉在帕萨迪纳去世。她一生未婚，但她和胡遵理抚养了数十名孩子。